# Estilo império

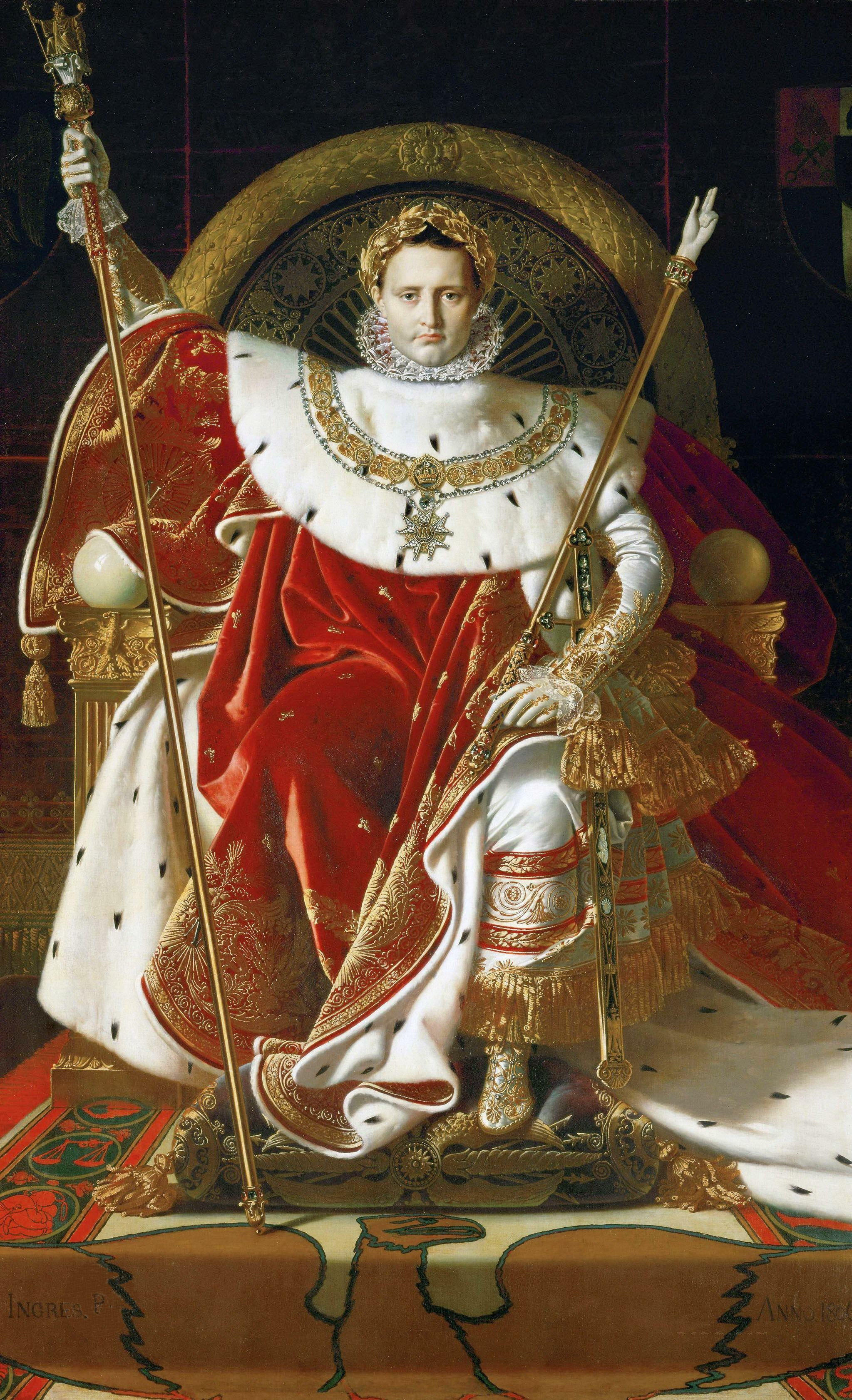
Napoleão no seu Trono Imperial, por Jean Auguste Dominique Ingres, 1806.

O estilo império é um estilo arquitectónico, de decoração de interiores, mobiliário e moda em geral, que se desenvolve em França no início do século XIX, e se insere dentro do espírito neoclássico.
Este período pode-se delimitar entre aproximadamente 1803-04 e 1815-21, altura da proclamação do Primeiro Império Francês (1804-1814), por parte de Napoleão Bonaparte. A fase inicial do estilo pode também ser designada por estilo consulado (ou Retour d’Egypt), fase que se inicia por volta de 1799, e que coincide com o período do Consulado Francês (1799-1804).
Os primeiros indícios já se fazem sentir durante o estilo directório, mas o estilo império só atingirá o seu auge após o regresso das campanhas militares de Napoleão em Itália e no Egito. Será então Napoleão, o imperador, a impor o seu gosto pela grandiosidade e imponência, em comunhão com elementos decorativos de inspiração no universo militar e motivos revivalistas da Antiguidade Clássica e Antigo Egito. Extremamente ligada à figura do imperador e à glorificação do seu poder, a arte traduz-se, de um modo geral, por formas massivas e monumentais ao serviço do poder absoluto e da corte.
Com a expansão do império este gosto estender-se-á um pouco por todo a Europa, principalmente nas regiões de maior influência napoleónica, a Itália e a região da Confederação do Reno. Com a queda do império, o estilo será particularmente adoptado pela Rússia imperial a modo de celebração sobre a victória contra Napoleão.
Em Itália o estilo sobreviverá mais que no resto da Europa (designado estilo império italiano), facto que se deve, por um lado, à herança do Império Romano no país, e, por outro lado, à instituição deste estilo como o estilo nacional arquitectónico após a unificação de Itália em 1870.

## Arquitectura e interiores

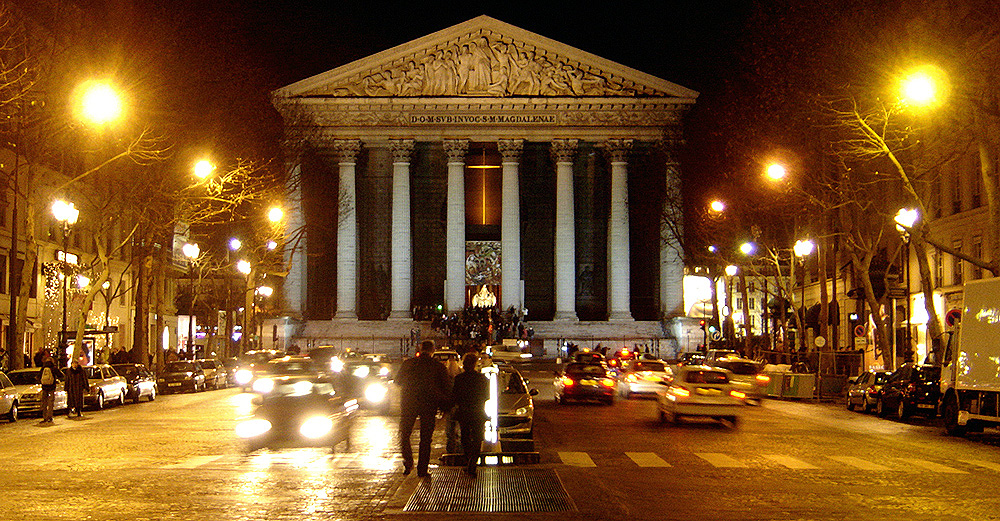
Igreja de la Madeleine, Paris

A produção arquitectónica vai ser dominada por Napoleão, nomeadamente pelos arquitectos da sua eleição, Charles Percier (1764-1838) e Fontaine (1762-1853), que se tornam os projectistas da arte oficial inspirada na Antiguidade.
Obras neoclássicas dentro estilo império
- Arco do Triunfo, Paris: monumentalidade inspirada na Antiguidade Clássica, para comemorar as vitórias militares de Napoleão.
- Coluna Vendôme, Praça Vendôme, Paris: construção à semelhança da Coluna de Trajano, para comemorar a vitória da Batalha de Austerlitz.
- Igreja de la Madeleine: templo glorificador do exército napoleónico.

## Caracterização formal do mobiliário
- Linhas mais rígidas e depuradas que no estilo directório, superfícies planas, solenidade, sumptuosidade.
- Materiais: A partir de 1806, com o Bloqueio Continental e as consequentes dificuldades na importação, abandona-se o uso de madeiras exóticas (mogno), para se usar nogueira, cedro, faia, que podem ser pintadas ou douradas. Proliferação do uso de bronzes de alta qualidade aplicados ao mobiliário.
- Elementos decorativos: juntando aos motivos da Antiguidade Clássica, surgem em força os motivos de inspiração egípcia: capiteis lotiformes – em forma de lotus, cariátides com coroas egípcias (pschent) ou toucados (klafft), crocodilos, leões e leopardos (cabeças e patas – nas pernas das cadeiras e mesas, por exemplo); motivos de inspiração militar (troféus, sabres, escudos, armaduras, lanças); motivos relacionados com a Imperatriz Josefina (cisnes, rosas) e com Napoleão (águias, abelhas, a letra N), animais fantásticos (quimeras, grifos, seres alados, etc.); elementos arquitectónicos (colunas, balaústres).
- Tipologias:
  - Cómodas: Tampos em mármore; gavetas escondidas por duas portas, dando a ilusão de móvel, ou com gavetas simuladas.
  - Cadeiras: espaldar rectangular; pernas da frente que se prolongam até aos braços e que podem ter várias formas (patas de leão, animais fantásticos, etc.); pernas traseiras em curva para fora (em sabre). Estofos em damasco, tapeçaria, brocado ou veludo. Cadeiras com pernas em X, à semelhança da curule romana.
  - Outras tipologias: Méridienne (lit de repôs com cabeceiras a alturas diferentes e que resultam num espaldar em diagonal), psyché (espelho rectangular que pode ser inclinado como se deseje, inserido em moldura movível), athéniennes (peças com três pés para diversas utilidades, por exemplo, lavabo – quando têm bacia e jarro em porcelana).
- Nomes de destaque: Marceneiro Jacob-Desmalter (1770-1841).

### Exemplos de mobiliário

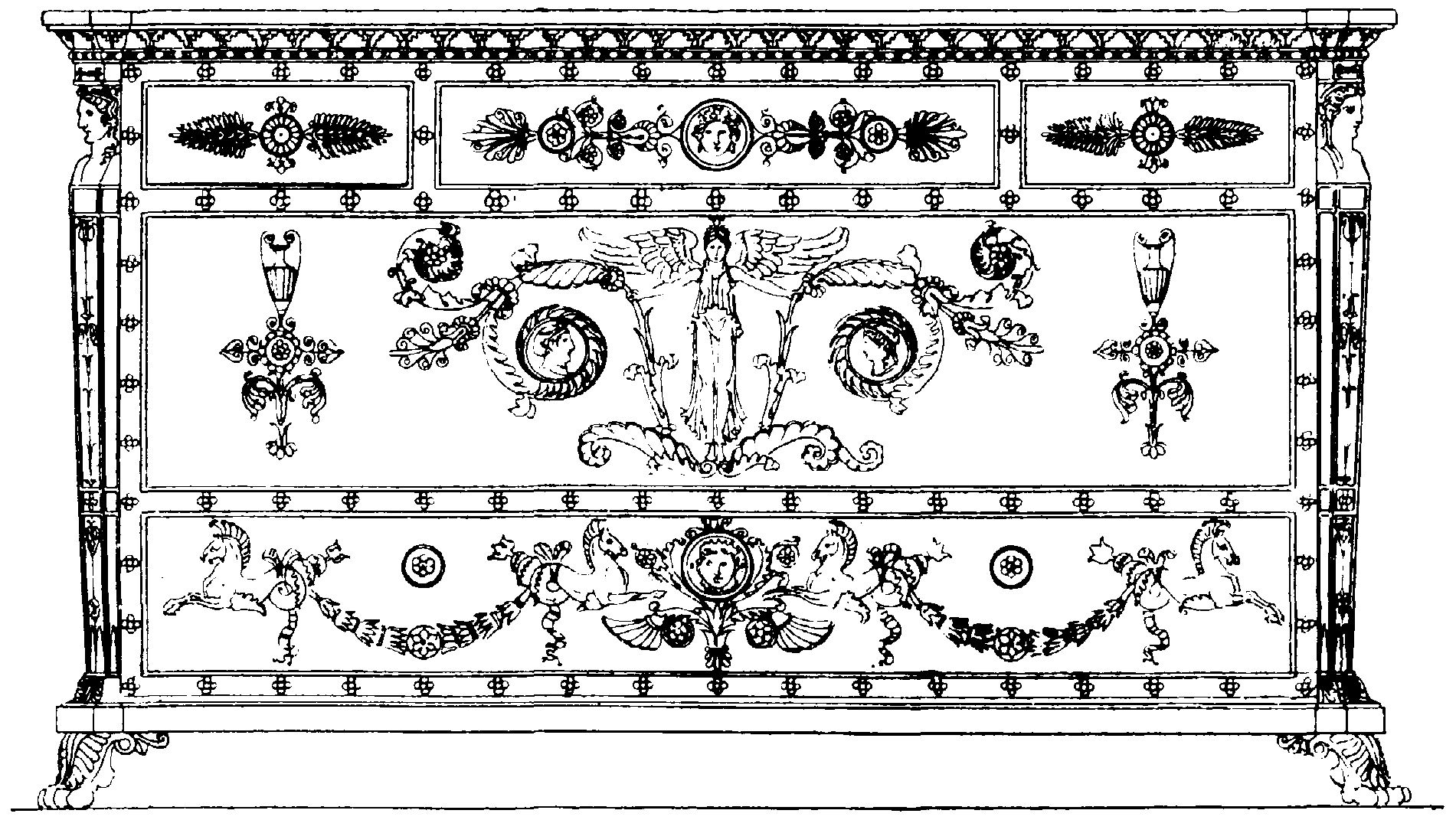
Cómoda em estilo império.
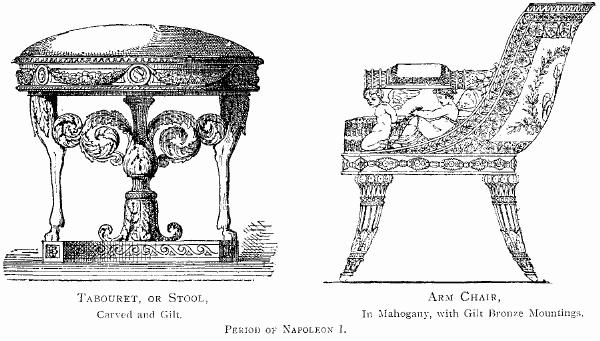
Banco e cadeira em estilo império.
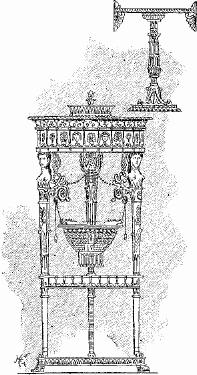
Athénienne, peça com 3 pés.
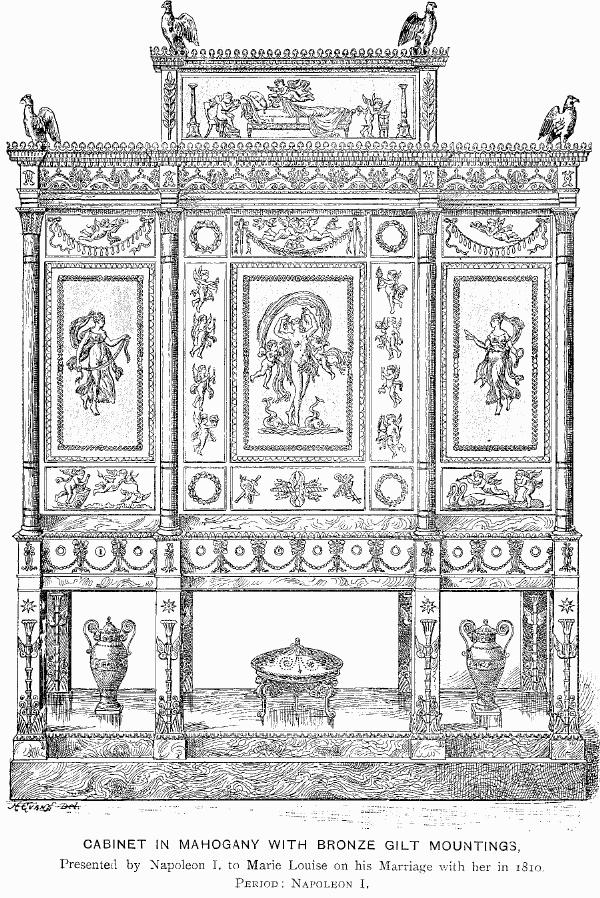
Armário em estilo império